# Hypochalcia lignella
Hypochalcia lignella är en fjärilsart som beskrevs av Jacob Hübner 1796. Hypochalcia lignella ingår i släktet Hypochalcia och familjen mott. Inga underarter finns listade i Catalogue of Life.